# Pēdējā partija
Pēdējā partija (PP; deutsch Letzte Partei) ist eine lettische Partei. Derzeit ist sie nicht in der Saeima, dem lettischen Parlament, vertreten.

## Geschichte
Die Pēdējā partija wurde am 8. Juli 2010 im Rigaer Nachtklub  "Nabaklab" gegründet.  An ihrer ersten Sitzung wurden eine nachhaltige Entwicklung des Landes, die Förderung der Demokratie, die Stärkung der Gesundheitsfürsorge von Kindern, sowie die kulturelle, wissenschaftliche und pädagogische Entwicklung als Ziele benannt. Am 27. Juli wurde die Partei ins Register der politischen Parteien eingetragen, am 2. August reichte sie ihre Kandidatenliste für die Wahlen zur 10. Saeima im gleichen Jahr ein.
Mit lediglich 0,88 % der Stimmen scheiterte Pēdējā partija deutlich an der 5 %-Hürde und konnte nicht in die Saeima einziehen.
Am 15. Juni 2011 schloss Pēdējā partija eines ihrer Gründungsmitglieder, Ansis Ataols Bērziņš, aus. Als Grund wurden unvereinbare Gegensätze genannt, der aggressive Politikstil Bērziņš' sei mit den Zielen der Partei unvereinbar.
Auch bei den Wahlen zur 11. Saeima war die Pēdējā partija erfolglos angetreten.

## Ziele
Für die Wahlen zur 10. Saeima reichte  Pēdējā partija ein Parteiprogramm ein. Darin wurde verlangt, dass trotz notwendiger Budgetkürzungen die Gesundheit von Kindern geschützt werden müsse. Die Budgets für das Gesundheitswesen, Bildung, Wissenschaft und Kultur, sowie die Renten müssten unangetastet bleiben.  Es forderte Maßnahmen zur Erhöhung der Geburtenrate sowie die Schaffung von Anreizen wie Steuervergünstigungen und Zuschüssen, um Emigranten zur Rückkehr zu bewegen.
Pēdējā partija richtete sich gegen jede Form der Diskriminierung. Der Erfolg des politischen Handelns dürfe nicht allein an finanziellen Indikatoren gemessen werden, sondern müsse einem "Glücks-Index" folgen. Das Parteiprogramm forderte ein Verbot politischer Werbung, die Einführung der progressiven Steuer, die Erhöhung des steuerfreien Grundbetrags und eine Senkung der Steuersätze für niedrige Löhne. Für künftige Wahlen ab den 11. Wahlen zur Saeima sei die Möglichkeit einzuführen, auf elektronischem Weg über das Internet abstimmen zu können.

## Führung
Vorsitzender der Partei ist  Gints Knoks. Zum Vorstand gehören auch Natālija Baškirova und Zanda Slava.